# Alonso de Salazar
Pour l'inquisiteur espagnol, voir Alonso de Salazar y Frías
Alonso de Salazar était un marin espagnol qui découvrit les îles Marshall, le 21 août 1526, alors qu'il commandait le Santa Maria de la Victoria. Il semble que De Salazar n'aurait pas débarqué sur le rivage. Il aurait aperçu l'atoll Bokak.
Son bâtiment était le dernier rescapé de l'expédition de García Jofre de Loaísa, lancée dans le but de prolonger la circumnavigation de Ferdinand Magellan.